# Nantuates
|  | No s'ha de confondre amb Namnetes. |

Els nantuates (llatí Nantuates) van ser un poble gal, veí dels al·lòbroges dins els límits de la Provincia (Provença) o Gàl·lia Narbonesa. El nom derivaria de la paraula celta nant que vol dir "aigua corrent". Nantuates, veragres i seduns vivien entre els límits dels al·lòbroges, el llac Leman i el Roine fins als cims dels Alps. Els seduns se sap que vivien a la regió de Sitten o Sion, i els veragres a Martigny, el que permet situar als nantuates al Chablais, al sud del Leman. Una part del poble potser vivia al baix Valais.
Els nantuates són esmentats al Trofeu dels Alps, que els col·loca amb els leponcis, ubers, seduns, i veragres. L'any 57 aC, durant la Guerra de les Gàl·lies, Juli Cèsar va enviar contra els nantuates, veragres i seduns a Servi Sulpici Galba, però la Legió XII Fulminata va haver d'abandonar Octodurus on havia de passar l'hivern, per la pressió enemiga fins al territori dels al·lòbroges.